# Пећина црног врела
Пећина Црног врела налази се на планини Златар (1,478 м), представља истакнуту трупину, заравњеног била и вертикалних страна, које високим литицама падају према долинама Бистрице, на северу, Лима на западу и Милешевске реке, на југу.

## Грађа пећине и њена околина
Пећина је изграђена од тријаских масивних, банковитих и слојевитих кречњака који леже преко палеозојских шкриљаца и пешчара. Кречњачке масе, местимично дебеле и преко 400 м, јако су изломљене и скаршћене све до вододрживе падине. Због тога се око Златара, под вертикалним литицама, а дуж контакта, јавља велики број крашких извора и јаких врела. На планинском билу, који је потпуно безводан, налазе се вртаче и мање увале, а у њима и знатан број вертикалних јама. Низводно од Нове Вароши, на левој страни Бистрице, под вертикалним одсецима Врањака (1,367 м) налази се Пећина Црног врела. У пећину се улази у врху кратке и плитке долинице, у којој има више термалних извора. Улаз у пећину лежи на висини од 960 м. Дужина испитаних канала пећине износи око 180 м, а дубина јаме 64 м.

## Изглед и особине пећине
Пећина Црног врела састоји се из три дела: улазне јаме, пећинског канала и понорске јаме. Улазна јама почиње отвором ширине 2,4 м и висине 3 м, који је смештен при дну вертикалног одсека, око десетак метара изнад врха долине. Образован је на двема вертикалним дијаказама које пресецају кречњаке све до контакта са палеозојским стенама. Од отвора почиње вертикални канал, дубине 18 м. На дубини од 6 м налази се прво проширење и полица широка 2,5 м. Све до дна јама има изглед процепа, ширине око 3 м. Завршава се малом кружном двораном.
Пећински канал почиње из кружне дворане ниским ходником и има правац С-Ј. После десетак метара, он се проширује у мању камениту дворану, из које се непрекидно пење и, вијугајући, увлачи у масив Златара. На уздужном профилу се истичу ниске степенице, усечене у главама слојева. На оштријим лактовима су мања ерозиона проширења, а по каменитом дну се разлива подземни ток Црног врела. Пећински канал је испитан до првог сифонског језера, које може бити проходно у време летњих, малих вода. Таваницу пећине на целој дужини прати проширена дијаклаза, а у проширењима се јавља песак и шљунак од палеозојских шкриљацаи пешчара.
У источном делу улазне дворане налази се гротло понорске јаме. Кружног је изгледа, пречника 2,2 м, и на њега се наставља вертикална јама, дубока преко 46 м. Стране јаме су углачане под великим притиском. На њеном дну је подземни ток који долази из хоризонталног ходника пећине. Јама је образована на дијаклазама које су предиспонирале улазни отвор пећине и кружну дворану. Оне се јасно запажају и на таваници кружне дворане и зидовима вертикалне јаме.

## Хидролошке функције
Хидролошке функције пећине су одређене особинама подземног тока који храни Црно врело. Пећинским ходником и доњим делом понорске јаме, која има облике дубоког сифона, преко целе године протиче попдземни ток. У време максималних вода, које сифонско сужење понорске јаме не може да прими и проведе, издиже се ниво сифонског језера. Тада се у кружној дворани образује периодско језеро које испуни и пећински канал. Његова дубина се колеба и до 5 м, рачунајући од дна кружне дворане, али се не памти да је избијало и на отвор пећине. У овој фази оно је фосилни представник некадашњег врела. Иначе, протицај на подземном току креће се од стотину литара до 2,5 м³/сек.

## Микроклиматске одлике
Микроклиматске одлике пећине су одређене њеним положајем, конструкцијом канала и хидролошким збивањима. У улазној јами, за време хладнијих зима, образује се дебео слој леда. Он постаје од кондензационих вода јер из дубљих делова пећине непрекидно куља према отвору густ облак водене паре. У исто време, температура воде у кружној дворани износи 7,5°C а ваздуха 7°C. Влажност достиже вредност од 90 до 100%. Током лета, темепратура воде порасте на 8-9°C а ваздуха на 11°C, док влажност опадне на 85-90%.

## Постанак и значај пећине
Сложена пећина Црног врела, са својим вертикалним јамама и хоризонталним каналом, изграђена је механичким и хемијским радом подземног тока који одводњава један део Златара. Њен постанак је предиспониран вертикалним дијаклазама и раседом у долини Бистрице, дуж којег избијају термални извори. Отвор улазне јаме преставља излазни канал вишег нивоа. И тада је Црно врело избијало сифонски, као и у садашњој фази. Сифонски лакат понорске јаме лежи десетину метара ис---под коте истицања Црног врела.
Црно врело, као најјачи извор у долини Бистрице, најпогоднији је објекат за снабдевање водом Нове Вароши и низводних насеља.